# Comté d'Osage (Missouri)
Pour les articles homonymes, voir Comté d'Osage.
Le comté d'Osage, en Osage County, est un comté de l'État américain du Missouri. Le siège de comté est la ville de Linn. Le centre de population du comté d'Osage est situé dans la ville de Westphalia.

## Comtés voisins
|                 | Comté de Callaway | Comté de Montgomery |
| Comté de Cole   | comté d'Osage     | Comté de Gasconade  |
| Comté de Miller | Comté de Maries   |                     |

## Transports
- U.S. Route 50
- U.S. Route 63
- Missouri Route 89
- Missouri Route 100

## Villes
| - Argyle - Belle - Bonnots Mill | - Chamois - Folk - Frankenstein | - Freeburg - Koeltztown - Linn | - Loose Creek - Meta - Rich Fountain | - Westphalia |